# Associazione Falchi Rossi Italiani
L'Associazione Falchi Rossi Italiani (nota anche con l’acronimo AFRI)  fu fondata per sviluppare un progetto culturale e aggregativo di tipo scoutistico rivolto ai giovani socialisti di età compresa tra gli 8 e i 14 anni.

## Storia
Nata nell’estate del 1949 per volontà della Federazione Giovanile Socialista Italiana, l'associazione cominciò a organizzare le attività vere e proprie quando Luciano Borciani, di Reggio Emilia, fu nominato responsabile nazionale per l’associazione e fu chiamato a Roma a dirigerla fino al 1950, quando gli subentrò un altro reggiano, Erasmo Boiardi.
Giorgio Boccolari scrive di un'organizzazione scautistica che si rivolgeva ai ragazzi,  ispirata oltre che agli ideali di Baden-Powell, ai principi della pace, della libertà e della giustizia sociale propri del PSI adulto. L'Associazione dei Falchi Rossi ebbe a Reggio, pur tra enormi difficoltà organizzative, un successo che proiettò l'AFRI locale al centro dell'interesse della direzione del PSI, a Roma. L'attività dei "falchetti" si snodava tra visite a monumenti, aziende agricole, officine, luoghi paesaggisticamente storicamente rilevanti (a piedi, in bicicletta o sul cassone degli sgangherati camioncini del tempo), doposcuola, attività ludiche ecc. Importantissimi erano i campeggi (il primo si svolse a Castelnuovo Monti (RE) nel 1949) con le passeggiate, i canti, i racconti partigiani la sera attorno ai falò. Ma al di là delle escursioni i falchetti si riunivano spesso all'interno delle sezioni socialiste. E i ragazzini vocianti non entusiasmavano gli anziani, con i loro cappelli a larga falda, gli abiti scuri e, almeno i più anziani, una morale ferrea. Per loro i bambini dovevano stare lontani dalla politica. Furono i giovani socialisti reggiani ad interessarsi invece con passione dei "giovanissimi". Degni di ricordo sono le iniziative per la "Befana", il "Carnevale del ragazzo", il "trenino della pace" ai giardini pubblici, o la partecipazione al campeggio di Felina della "Repubblica dei ragazzi" organizzato dai Pionieri nell'estate del 1950. Memorabili gli incontri d calcio: quell'anno i falchetti batterono i ragazzini dell'Azione cattolica e dei Pionieri.
II 15 agosto 1949 esce il primo numero de Il Falco Rosso, bollettino interno dell’associazione; un ciclostilato che mirava a stringere sempre più i legami fra gli iscritti e i gruppi dirigenti. Al progetto furono invitati a collaborare tutti i dirigenti provinciali del PSI e FGSI con scambi d’idee, di esperienze di lavoro, d’indirizzi pedagogici ed educativi che davano la possibilità di fare del bollettino una vera e propria scuola di lavoro e di formazione politica.
L'associazione raggiunse i 20 000 iscritti nell’aprile 1950. Il primo giugno 1950, in occasione della Giornata Internazionale dell’Infanzia, si svolsero in molte città italiane manifestazioni organizzate unitariamente dai Falchi Rossi e dall’Associazione Pionieri Italiani.
Sempre nel 1950, si svilupperà anche un rapporto di collaborazione unitaria con l’Associazione Pionieri Italiani che porterà, nell’arco di poco tempo, all’integrazione delle due associazioni.
Nel 1954 i Falchi Rossi erano ridotti a 14 000 ragazzi organizzati ed era ormai evidente la loro dipendenza, non solo organizzativa, all’Associazione dei Pionieri Italiani. Questa collaborazione era testimoniata dall’intervento del presidente Erasmo Boiardi al Primo Convegno Nazionale dei dirigenti dell'Associazione Pionieri Italiani, nel quale– peraltro– viene citato genericamente come esponente della Commissione Nazionale del Partito Socialista Italiano.

## Pubblicazioni

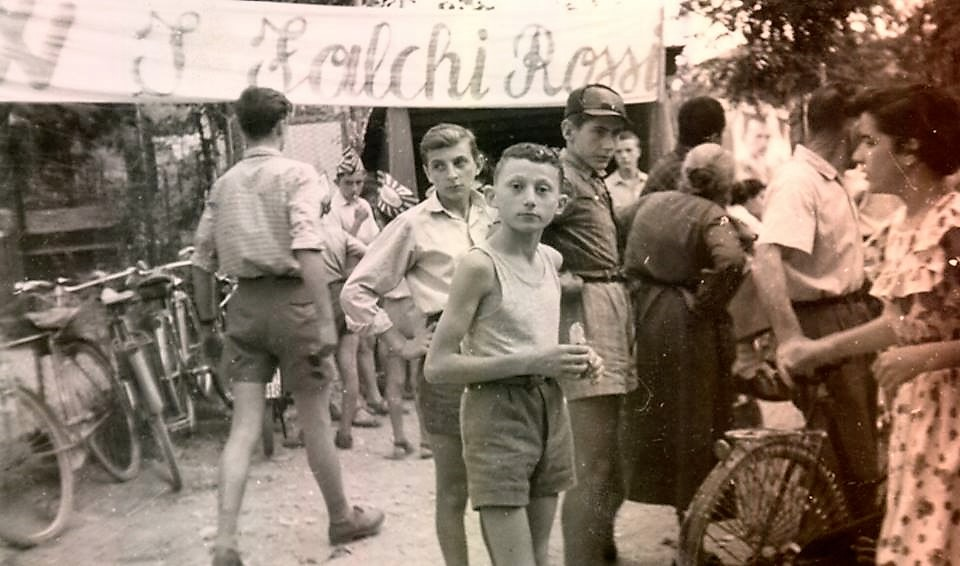
Falchi Rossi, Reggio Emilia, 1952

L’AFRI ebbe una sua pubblicazione di riferimento Il Falco Rosso, con l'obiettivo avvicinare ai principi del socialismo i ragazzi coinvolgendoli in molteplici attività. Dopo una parentesi del 1949, dove il bollettino uscì come ciclostilato, nel gennaio 1950 venne rinnovato con una nuova edizione stampata per il pubblico e gli associati. Il periodico fu pubblicato in un nuovo formato a colori con più pagine e più ricco di articoli, racconti e fumetti. Per mancanza di vendite e per i pochi contributi del PSI, il giornale venne chiuso nell’agosto del 1950.
L’Associazione Falchi Rossi Italiani, che ormai collaborava in sinergia con l’Associazione Pionieri Italiani, indicò ai suoi iscritti, la rivista Pioniere come giornale unitario delle due associazioni.

## Manifesto organizzativo

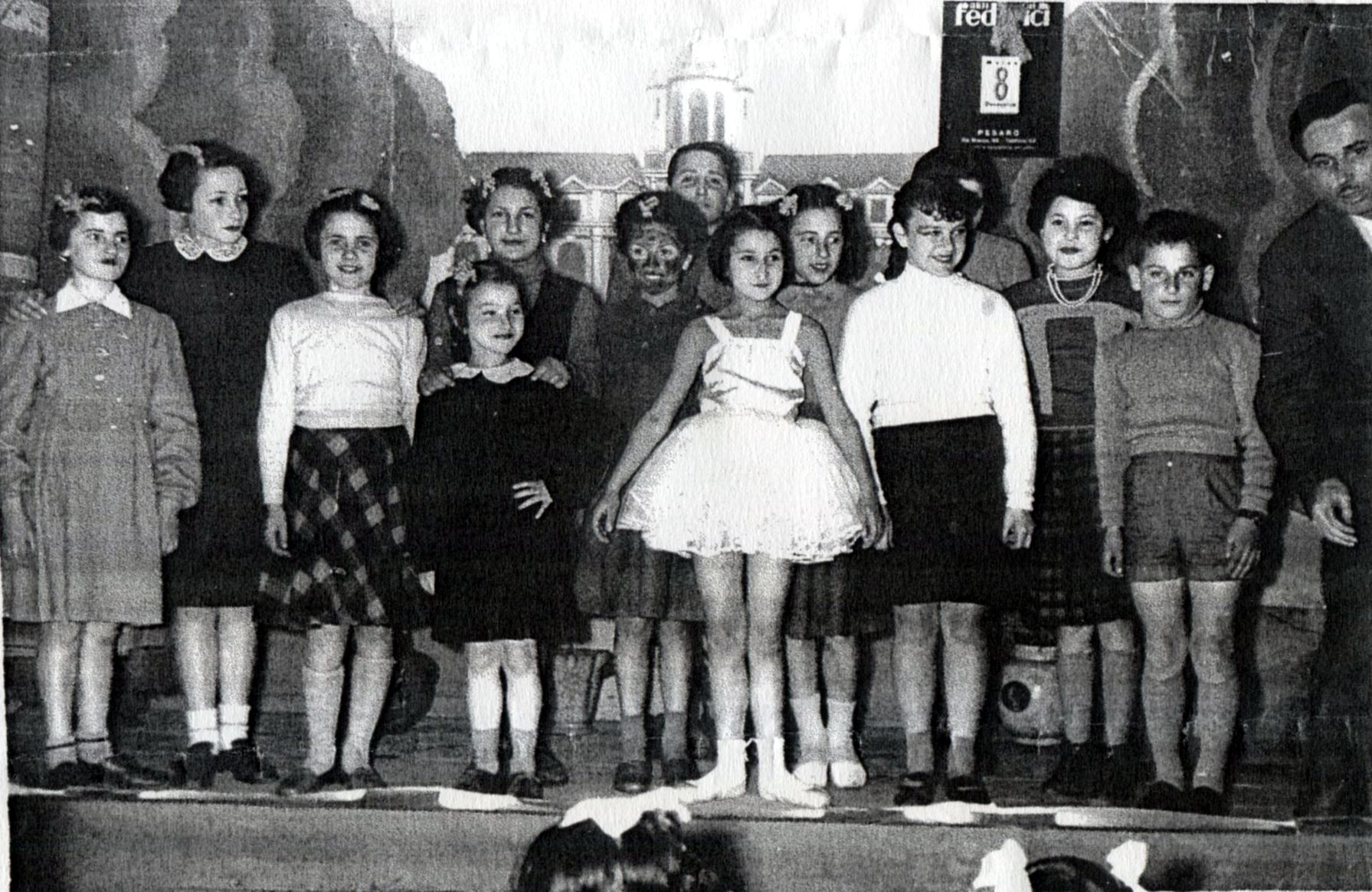
Falchi Rossi, Pesaro, 8 marzo 1952

L’AFRI pubblico un suo manuale dal titolo La Guida del Capo Stormo dove venivano indicati i principi della vita associativa. Di seguito elenchiamo una sintesi:
- il movimento dei Falchi Rossi è un’organizzazione diretta dal Movimento Giovanile Socialista e che fa parte dell’organizzazione di tutti i Ragazzi Italiani che è l’Associazione Pionieri d’Italia;
- il movimento dei Falchi Rossi si propone di organizzare i ragazzi e le bambine per dare loro una educazione nuova, nello stesso tempo si propone di contribuire all’unità di tutti i ragazzi e del nostro Paese;
- di organizzare attività sportive e giochi per tutti i ragazzi;
- di amare i lavoratori e di essere sempre d'aiuto agli oppressi e a coloro che più soffrono.[7]

Il Comitato Ricerca Associazione Pionieri (CRAP) ha contribuito alla ricerca e alla valorizzazione di tutti i documenti qui descritti.